# Gyűlölök és szeretek
A Gyűlölök és szeretlek (eredeti cím: The Hating Game) 2021-ben bemutatott amerikai romantikus filmvígjáték Peter Hutchings rendezésében. A forgatókönyv Sally Thorne azonos című könyvén alapul. A főszerepben Lucy Hale és Austin Stowell látható. 
Az Amerikai Egyesült Államokban 2021. december 10-én mutatta be a Vertical Entertainment. Általánosságban pozitív kritikákat kapott.

## Cselekmény
Lucy Hutton és Joshua Templeman kollégák  és egyben riválisok egy cégnél. A rivalizálást viszont befolyásolja az egymás iránt érzett szerelmük.

## Szereplők
| Szerep                  | Színész          | Magyar hang     |
| ----------------------- | ---------------- | --------------- |
| Lucy Hutton             | Lucy Hale        | Mikecz Estilla  |
| Joshua „Josh” Templeman | Austin Stowell   | Simon Kornél    |
| Danny Fletcher          | Damon Daunno     | Ágoston Péter   |
| Patrick „Pat” Templeman | Nicholas Baroudi | Stohl András    |
| Bexley                  | Corbin Bernsen   | Hegedűs D. Géza |
| Helene                  | Sakina Jaffrey   | Fehér Anna      |
| Annabelle               | Tania Asnes      |                 |
| Julie                   | Yasha Jackson    |                 |
| Mack                    | Brock Yurich     |                 |
| Mindy                   | Kathryn Boswell  |                 |

## A film készítése
A filmet 2019-ben jelentették be, a főszerepeket pedig Lucy Hale-re és Robbie Amellre osztották. 2020. november 10-én bejelentették, hogy Amell helyére Stowell kerül. A forgatás november 21-én kezdődött New Yorkban, és december 23-án fejeződött be.

## Bemutató és fogadtatás
A Vertical Entertainment 2021 júliusában megszerezte a vetítési jogokat.
A Rotten Tomatoes oldalán 75%-os értékelést ért el 16 kritika alapján, és 6,6 pontot szerzett a tízből. A kritikusok pozitívan vélekedtek a két főszereplő közti kémiáról.

## Fordítás
- Ez a szócikk részben vagy egészben  a   The Hating Game című angol Wikipédia-szócikk ezen változatának fordításán alapul.  Az eredeti cikk szerkesztőit annak laptörténete sorolja fel. Ez a jelzés csupán a megfogalmazás eredetét és a szerzői jogokat jelzi, nem szolgál a cikkben szereplő információk forrásmegjelöléseként.